# بطولة آسيا لألعاب القوى

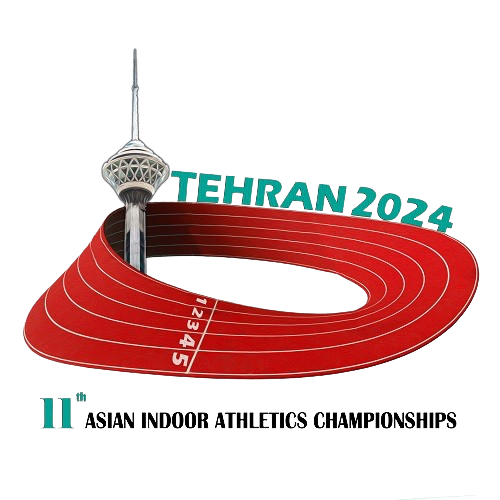
الشعار الرسمي لبطولة آسيا لألعاب القوى داخل الصالات 2024

بطولات آسيا لألعاب القوى هو حدث ينظمه الاتحاد الآسيوي لألعاب القوى.

## تاريخ
كانت تسمى «سباقات المضمار والميدان للدول الآسيوية» وتهدف بطولات آسيا لألعاب القوى إلى المنافسة في العاب القوى بين أبطال العاب القوى في الدول الآسيوية ماعدا إسرائيل حيث نشأ خلاف مع الاتحاد الدولي لألعاب القوى في مشاركة إسرائيل في عام 1977. أدى هذا الخلاف إلى إلغاء البطولة بين عامي 1979 و 1989 , وكادت أن تتوقف نهائياً لولا حل الموقف بمشاركة إسرائيل في منافسات الاتحاد الأوربي لألعاب القوى بدلا من ذلك.

## إصدارات بطولة آسيا لألعاب القوى
| الإصدار | العام | المدينة     | البلد          | المكان                  |
| ------- | ----- | ----------- | -------------- | ----------------------- |
| 1       | 1973  | مانيلا      | الفلبين        | ملعب ريزال ميموريال     |
| 2       | 1975  | سيول        | كوريا الجنوبية | ملعب دونقدايمون         |
| 3       | 1979  | طوكيو       | اليابان        | الملعب الأولمبي الوطني  |
| 4       | 1981  | طوكيو       | اليابان        | الملعب الأولمبي الوطني  |
| 5       | 1983  | الكويت      | الكويت         | الكويت الاستاد الوطني   |
| 6       | 1985  | جاكرتا      | إندونيسيا      | أستاد بونغ كارنو        |
| 7       | 1987  | سنغافورة    | سنغافورة       | ملعب وطني (سنغافورة)    |
| 8       | 8973  | نيودلهي     | الهند          | ملعب جواهر لال نهرو     |
| 9       | 1991  | كوالا لمبور | ماليزيا        | استاد مرديكا            |
| 10      | 1993  | مانيلا      | الفلبين        | ملعب ريزال ميموريال     |
| 11      | 1995  | جاكرتا      | إندونيسيا      | أستاد بونغ كارنو        |
| 12      | 1998  | فوكوكا      | اليابان        | ملعب هكاتانوموري        |
| 13      | 2000  | جاكرتا      | إندونيسيا      | أستاد بونغ كارنو        |
| 14      | 2002  | كولومبو     | سريلانكا       | ملعب سوغاثاداسا         |
| 15      | 2003  | مانيلا      | الفلبين        | ملعب ريزال ميموريال     |
| 16      | 2005  | انشيون      | كوريا الجنوبية | ملعب انشيون مونهاك      |
| 17      | 2007  | عمان        | الأردن         | ستاد عمان الدولي        |
| 18      | 2009  | قوانغتشو    | الصين          | استاد قوانغتشو الأولمبي |
| 19      | 2011  | كوبي        | اليابان        | ملعب الجامعات التذكارية |
| 20      | 2013  | بونه        | الهند          |                         |
| 21      | 2015  | ووهان       | الصين          |                         |
| 22      | 2017  | بوبانسوار   | الهند          |                         |